# Hermann Abeking
Hermann Abeking (Berlino, 26 agosto 1882 – Berlino, 4 luglio 1939) è stato un illustratore tedesco.

## Biografia
Affascinato dallo Jugendstil e in particolare da Aubrey Beardsley e Jan Toorop, fu illustratore di libri, oltre che per diversi giornali e riviste, fra le quali Lustige Blätter.